# Esencial (álbum de Christian Chávez)
Esencial es el primer álbum en directo del cantante y compositor mexicano Christian Chávez, publicado en julio de 2012. El material fue grabado en Río de Janeiro, Brasil, en noviembre de 2011.
Es el primer material publicado por el cantante en forma independiente, luego de su separación con la multinacional EMI en el 2011. Musicalmente, el álbum mezcla el pop latino con elementos de música acústica y electrónica. Con esta producción el cantante versionó algunas canciones de otros intérpretes tales como Roberto Carlos, y Juan Gabriel. El primer sencillo del disco fue «Sacrilegio», el cual escribió junto a la compositora Claudia Brant.

## Antecedentes
En julio de 2011 deja la casa disquera EMI Music y solicita su carta de retiro, comenzando de nuevo con la condición de que seguirá pagando un porcentaje hasta cubrir lo invertido por EMI en su carrera.  El 21 de mayo de 2012, Christian lanza a la venta a través de Itunes Esencial EP, el cual contiene 3 temas, un cover en español y Portugués del gran cantautor Brasileño Roberto Carlos «Como es grande mi amor por ti», a dueto con la famosa banda brasilera CINE. Un regalo del cantautor Mexicano Juan Gabriel, «No me olvides». Este tema fue anteriormente interpretado por Lucha Villa pero ahora es Christian quien le pone un toque especial, bajo la dirección del mismo Juan Gabriel. Y por último el sencillo «Sacrilegio» que es de su propia autoría, junto a la compositora Claudia Brant.

## Lanzamiento
En julio de 2012 se realizó el lanzamiento de Esencial mediante una presentación en vivo con un showcase en México, al que asistieron varias estrellas como Maite Perroni, Mane de la Parra, Jessica Coch, Ana Victoria, Zoraida Gómez, entre otras.
En dicha presentación compartió escenario con su compañera de RBD, Maite Perroni, interpretando el tema «Tatuajes», y junto a la cantante Ana Victoria el tema «Más vale tarde que nunca». Anunció a la prensa que en junio iniciaría una gira de promoción del DVD y conciertos en más de las 10 ciudades de Brasil incluyendo: Salvador, Fortaleza, Recife, Belo Horizonte, Cuiaba, Río de Janeiro, Porto Alegre, Sao Paulo, Goiana y Brasilia, además de Estados Unidos y México, en ciudades como Puebla, Monterrey y Veracruz.
En junio de 2012, presentó una edición doble de su disco Esencial, vía Twitter compartió una foto del DVD/CD que saldría a la venta. El 14 de agosto es lanzado a la venta a través de Itunes Store el álbum, simultáneamente en México y Estados Unidos.  El cantante siguió la promoción de su disco por diversas ciudades brasileras, entre ellas: Manaus, Sao Luis, Belem, y más.
Tanto el disco así como el EP fueron lanzados en forma independiente por la compañía de representación The Sixth House.

## Promoción

### Sencillos
El primer sencillo del álbum se titula «Sacrilegio», fue escrito por Claudia Brant y Christian, y publicado en las radios el 3 de mayo de 2012. El 22 de mayo de 2012, el video es estrenado oficialmente en el sitio de la revista People en Español. El tema se posicionó en el puesto treinta y cinco de la lista anual pop de lo más escuchado del 2012 de Monitor Latino en México.
El segundo sencillo del álbum, «Más vale tarde que nunca», fue una versión dueto con la cantante Ana Victoria, lanzado a la venta el 20 de noviembre de 2012. El sencillo no está incluido en el álbum pero es utilizado como promoción del mismo. 
Otras canciones
El 22 de marzo de 2011 se lanzó como sencillo el tema «Libertad», a dúo con la cantante mexicana Anahí. El video musical fue grabado en una localidad en Los Ángeles, California, bajo la dirección del director Max Gutiérrez, y producido por Mike Begovich. La coreografía fue creada por Jull-Allan Weber. Fue estrenado el día 26 de marzo del 2011 por medio del canal oficial del cantante en Youtube. El video contó con la aparición de celebridades como Perez Hilton, Penya y Amandititita. Finalmente, el 14 de agosto de 2012 se lanza la versión acústica del tema, incluida en el disco. El tema causó una gran controversia en el mundo de la música latina, debido a su contenido lírico y a su explícito video musical.

## Lista de canciones
- Edición estándar[9]

| Esencial |                                                     |                                                       |          |  |
| N.º      | Título                                              | Escritor(es)                                          | Duración |  |
| 1.       | «Eterna soledad»                                    | Marciano Cantero, Felipe Staiti                       | 4:29     |  |
| 2.       | «Tu amor»                                           | Diane Warren                                          | 3:58     |  |
| 3.       | «Como es grande mi amor por ti» (con la banda CINE) | Roberto Carlos, Mc Cluskey, Buddy Ma                  | 2:53     |  |
| 4.       | «Y si no ves»                                       | Mau Lopez de Arriaga, Eduardo Murguia Pedraza         | 3:47     |  |
| 5.       | «Tatuajes»                                          | José Manuel Figueroa, Joan Sebastián                  | 3:12     |  |
| 6.       | «Por encuanto»                                      | Renato Russo                                          | 2:47     |  |
| 7.       | «No me olvides»                                     | Juan Gabriel                                          | 3:26     |  |
| 8.       | «Sacrilegio»                                        | Christian Chávez y Claudia Brant                      | 4:13     |  |
| 9.       | «Pedazos»                                           | Christian Chávez                                      | 3:52     |  |
| 10.      | «¿En dónde estás?» (con Agnes Monica)               | Mauricio Arriaga                                      | 3:58     |  |
| 11.      | «Purple rain»                                       | Christian Chávez, Samuel Parra Cruz, Sebastian Jacome | 6:50     |  |
| 12.      | «Libertad (acústico)»                               | Samuel Parra "Samo", Christian Chávez                 | 4:22     |  |
| 44:67    |                                                     |                                                       |          |  |